# Ligue1 Québec féminine
La Ligue1 Québec féminine, anciennement appelée Première ligue de soccer du Québec féminine et abrégé PLSQ-F, est une ligue de soccer créée en 2018 sous l'égide de Soccer Québec, affiliée à l'Association canadienne de soccer.
Cette ligue est la plus haute division de soccer au Québec et est reconnue de niveau division 3 au Canada.
La saison débute en mai et s'achève en août. À la fin de la saison, tous les clubs de la ligue participent à la Coupe PLSQ.

## Histoire
Jusqu'à la saison 2024, le championnat ne compte qu'une seule division, sans relégation. En 2025, la création d'une deuxième division permet de mettre en place un système de promotion.

## Palmarès
| Saison | Vainqueur de Ligue1 Québec         | Vainqueur de la Coupe Ligue1       |
| ------ | ---------------------------------- | ---------------------------------- |
| 2018   | Dynamo de Québec                   | -                                  |
| 2019   | CS Monteuil                        | -                                  |
| 2020   | AS Blainville                      | -                                  |
| 2021   | AS Blainville                      | AS Blainville                      |
| 2022   | AS Blainville                      | AS Blainville                      |
| 2023   | PEF Québec/Académie du CF Montréal | PEF Québec/Académie du CF Montréal |
| 2024   | CS Mont-Royal Outremont            | –                                  |
| 2025   | CS Mont-Royal Outremont            | –                                  |

| Rang | Clubs                              | Titre(s) | Année(s)         |
| ---- | ---------------------------------- | -------- | ---------------- |
| 1    | AS Blainville                      | 3        | 2020, 2021, 2022 |
| 2    | CS Mont-Royal Outremont            | 2        | 2024, 2025       |
| 3    | Dynamo de Québec                   | 1        | 2018             |
| 3    | CS Monteuil                        | 1        | 2019             |
| 3    | PEF Québec/Académie du CF Montréal | 1        | 2023             |

## Organisation

### Format de la compétition

Logo de la Première Ligue de soccer du Québec.

Le format de la compétition évolue au fil des saisons, le nombre d'équipes participant à la ligue étant variable. Pour la saison 2021, les équipes s'affrontent chacune une fois dans une poule unique. L'équipe la mieux classée est sacrée championne de Ligue1 Québec. Elle participe au championnat interprovincial canadien.

### Équipes

#### Première division
| Équipes engagées pour la saison 2025 | Équipes engagées pour la saison 2025 |
| Club                                 | Ville                                |
| ------------------------------------ | ------------------------------------ |
| AS Blainville                        | Blainville                           |
| AS Chaudière-Ouest                   | Lévis                                |
| Celtix du Haut-Richelieu             | Saint-Jean-sur-Richelieu             |
| AS Laval                             | Laval                                |
| FC Laval                             | Laval                                |
| CS Longueuil                         | Longueuil                            |
| CS Mont-Royal Outremont              | Mont-Royal                           |
| Ottawa South United                  | Ottawa                               |
| Royal-Sélect de Beauport             | Beauport                             |
| PEF Québec/Académie du CF Montréal   | Montréal                             |
| Anciennes équipes                    |                                      |
| Dynamo de Québec                     | Québec                               |
| FC Sélect Rive-Sud                   | Longueuil                            |
| Lakers du Lac Saint-Louis            | Lachine                              |
| Pierrefonds FC                       | Pierrefonds                          |
| CS St-Hubert                         | Saint-Hubert                         |

#### Deuxième division
| Équipes engagées pour la saison 2025 | Équipes engagées pour la saison 2025 |
| Club                                 | Ville                                |
| ------------------------------------ | ------------------------------------ |
| FC Anjou                             | Anjou                                |
| CS Bas-Richelieu                     | Sorel-Tracy                          |
| CS Boucherville                      | Boucherville                         |
| AS Brossard                          | Brossard                             |
| CS Fury de Rimouski                  | Rimouski                             |
| AS Gatineau                          | Gatineau                             |
| CF L'International de Québec         | Québec                               |
| Lakeshore SC                         | Sainte-Anne-de-Bellevue              |
| CS Lanaudière-Nord                   | Joliette                             |
| Union Lanaudière Sud                 | Repentigny                           |
| CS LaSalle                           | LaSalle                              |
| CS Lévis-Est                         | Lévis                                |
| CS Mistral de Sherbrooke             | Sherbrooke                           |
| CS Phénix des Rivières               | Québec                               |
| Révolution FC                        | Saint-Eustache                       |
| CS Roussillon                        | Saint-Constant                       |
| CS Trident                           | Québec                               |
| CS Trois-Rivières                    | Trois-Rivières                       |